# Margherita di Savoia
Margherita di Savoia er en by i Apulien, Italien med 11.161 (2023) indbyggere.